# Dương Tông
Dương Tông (tiếng Trung: 楊宗; bính âm: Yang Zong) là tướng lĩnh nhà Quý Hán và Tây Tấn thời Tam Quốc trong lịch sử Trung Quốc.

## Cuộc đời
Dương Tông quê ở huyện Lâm Giang, quận Ba, Ích Châu. Họ Dương cùng với các họ Nghiêm, Cam, Văn, Đỗ là họ lớn trong huyện. Tông ban đầu làm Thượng thư lang, sau làm Tòng quân dưới quyền thái thú Ba Đông La Hiến. Năm 263, Quý Hán diệt vong, Hiến nhận được hịch khuyên hàng từ Thành Đô, dẫn các tướng ra trạm dịch phúng viếng ba ngày.
Đầu năm 264, Đông Ngô phái Bộ Hiệp, Lục Kháng, Lưu Bình, Thịnh Mạn ngược dòng bao vây Vĩnh An, tấn công thành Bạch Đế. La Hiến dựa theo bờ sông triển khai phòng thủ, cử Dương Tông đến chỗ tướng Ngụy là Trần Khiên cầu viện. Khiên chuyển lại tin tức về cho Tư Mã Chiêu. Chiêu sai Hồ Liệt đánh Tây Lăng, buộc quân Ngô rút quân sau nửa năm bao vây.
Sau trận Vĩnh An, La Hiến được phong thái thú Vũ Lăng, Dương Tông được phong làm An Man hộ quân. Năm 266, La Hiến vào triều, thái thú Vũ Lăng của Ngô là Tôn Khôi tấn công Nam Phổ, Tông chủ động đón đánh, đẩy lui quân Ngô. Hiến vì thế dâng biểu tiến cử Dương Tông kế nhiệm thái thú Vũ Lăng, đóng trị sở tại Nam Phổ. Nam Phổ vốn không nằm trong địa giới quận Vũ Lăng, là vùng núi giáp ranh, dân cư phần lớn là Ngũ Khê man, ít người Hán. Dương Tông thống lĩnh vùng này, thường giúp đỡ, trợ cấp dân man, được dân chúng ba huyện quy phụ.
Ích Châu khuyết chức giám quân, triều đình bàn xem nên dùng Dương Tông hay Đường Bân. Tư Mã Viêm hỏi Văn Tập. Tập nói: Tông, Bân đều không thể bỏ qua, nhưng Bân tham tài, Tông nghiện rượu. Viêm nhận định: Tham tài có thể đủ, nghiện rượu không thể cai. Vì thế mà Đường Bân được phong lại Giám Ba Đông chư quân sự.
Sau đó không còn ghi chép gì về Dương Tông.

## Trong văn hóa
Dương Tông không xuất hiện trong tiểu thuyết Tam quốc diễn nghĩa của La Quán Trung.